# 室屋尚子
室屋 尚子（むろや なおこ）は、日本の音楽教育者、合唱指導者で小学校教員。

## 来歴
神戸市立港島小学校、神戸市立住吉小学校、神戸市立なぎさ小学校などを経て、2025年時点では神戸市立桂木小学校に勤務している。
同年の阪神・淡路大震災後に、大学の同期であり、同じく神戸市内の小学校教員だった臼井真が復興のために制作した『しあわせ運べるように』の楽譜を当時臼井から受け取り、同曲のCD制作にも協力した。

## 実績
- NHK全国学校音楽コンクール（小学校の部）に近畿ブロック代表として計12回出場[8]。
- 子ども音楽コンクール全国大会では、平成10年に港島小学校、平成20年に住吉小学校で文部科学大臣奨励賞を受賞[9]。
- 平成25年（2013年）に文部科学省優秀教員表彰を受賞[10]。

## 著書
- 同声合唱曲集 卒業式のうた1（前田美子、丸山久代との共著・教育芸術社）
- 同声合唱曲集 卒業式のうた2 （前田美子、丸山久代との共著・教育芸術社）
- 同声合唱曲集 卒業式のうた3 （前田美子、丸山久代との共著・教育芸術社）
- 小学生の愛唱歌演奏と指導：歌の広場（音楽之友社）
- 教育技術MOOK 小学校新学習指導要領の授業 音楽科実践事例集（小学館）

## メディア出演
テレビ
- NHK「ひむバス!」（2025年2月23日）[11]

雑誌
- 「教育音楽 小学版」（2010年11月号）
  - 教音ジャーナル とっておき！私のお役立ちソフト
- 「教育音楽 小学版」（2011年5月号）
  - 特集【演奏レベルアップ講座】歌が変わる！楽譜の読み方［指導の方法］楽譜からのメッセージ 子どもたちにどう伝える？
- 「教育音楽 小学版」（2011年6月号）
  - 特集 みんなの心をつなぐ歌 【Part 2】阪神淡路大震災を乗り越えた先生からのメッセージ 阪神淡路大震災から生まれた歌
- 「教育音楽 小学版」（2013年5月号）
  - 特集“聴く耳”を育てる合唱指導 Part 2 ケース別「聴く耳を育てるための」私の指導例 ケース4 声のアンサンブルがそろっていないとき
- 「教育音楽 小学版」（2013年10月号）
  - 特集 合唱ことはじめ　歌から合唱へ こうやればうまくいく！ 合唱の導入のアイデア ◎導入のパート分けの工夫 ◎斉唱から合唱へ～指導のポイント ◎選曲のポイント
- 「教育音楽 小学版」（2014年8月号）
  - 特集 歌唱指導テクニック　この指導には理由(わけ)がある［Part1 こんなときどうする？ 歌唱指導テクニック］
- 「教育音楽 小学版」（2015年4月号）
  - 連載 「知りたい！歌いたい！歌唱教材研究室」13『With You Smile』
- 「教育音楽 小学版」（2015年8月号）
  - 特集 目的別 歌の選曲 「私の選曲術」
- 「教育音楽 小学版」（2016年5月号）
  - 特集 歌唱の授業をこう組み立てる [Part3　効果的なグループ活動の取り入れ方] 子どもの願い（めあて）達成のためのグループ活動を
- 「教育音楽 小学版」（2016年8月号）
  - 特集Ⅰ 子どもの「思い」を歌唱表現につなげよう『ありがとうの約束』
- 「教育音楽 小学版」（2017年7月号）
  - 特集 [Part2　音取り指導のQ＆A]　青嶋美保・岩井智宏・髙橋久美子・室屋尚子
- 「教育音楽 小学版」（2017年8月号）
  - 特集 これで決まり！ 楽しい音楽会の選曲 さまざまなアレンジで楽しむ　室屋尚子わくわくする曲みいつけた！
- 「教育音楽 小学版」（2018年3月号）
  - 特集Ⅰ [Part2　私の年間指導計画大公開！]「音楽が好き」な子どもを育てるために
- 「教育音楽 小学版」（2018年7月号）
  - 特集Ⅰ 歌唱共通教材をもっと楽しく！　もっと素敵に！［Chapter2　指導事例］ 第6年：『おぼろ月夜』『越天楽今様』
- 「教育音楽 小学版」（2018年12月号）
  - 特集 卒業シーズンの歌　選曲ガイド Part1　お伝えします！　我が校の卒業シーズンの選曲 卒業生に感謝を伝える「6年生を送る会」、呼びかけと歌でつづる感動あふれる「卒業式」
- 「教育音楽 小学版」（2019年7月号）
  - 特集 高学年の弱々しい歌声はなぜ？ どう指導する？ [Part1　私の経験談＆指導実践] 輝く声で「思い」を伝えたい　室屋尚子
- 「教育音楽 小学版」（2020年3月号）
  - 卒業式直前の指導Ｑ＆Ａ　こんなとき、どうしますか？ 工藤かや・眞鍋なな子・室屋尚子
- 「教育音楽 小学版」（2021年1月号）※中学・高校版にも掲載
  - 「私が教師になった理由」22　室屋尚子
- 「教育音楽 小学版」（2023年5月号）
  - 特集Ⅰ「音楽って楽しいね！」子どもが実感できる授業づくり